# Liste der Naturschutzgebiete im Landkreis Mansfeld-Südharz
Im Landkreis Mansfeld-Südharz gibt es 27 Naturschutzgebiete.
| Name des Gebietes                                  | Bild           | Kennung | WDPA   | Landkreis / Stadt                          | Beschreibung / Bemerkungen | Standort | Fläche in Hektar | Datum der Verordnung |
| -------------------------------------------------- | -------------- | ------- | ------ | ------------------------------------------ | -------------------------- | -------- | ---------------- | -------------------- |
| Alter Stolberg(Sachsen-Anhalt) u.Grasburger Wiesen |                | 135     | 162121 | Landkreis Mansfeld-Südharz                 |                            | Position | 24,27            | 16.10.1995           |
| Asendorfer Kippe                                   |                | 182     | 318124 | Landkreis Mansfeld-Südharz, Saalekreis     |                            | Position | 45,85            | 19.08.1998           |
| Borntal                                            |                | 107     | 162509 | Landkreis Mansfeld-Südharz                 |                            | Position | 82,28            | 30.03.1961           |
| Eislebener Stiftsholz                              |                | 108     | 162903 | Landkreis Mansfeld-Südharz                 |                            | Position | 35,16            | 30.03.1961           |
| Galgenberg und Fuchshöhlen                         | weitere Bilder | 111     | 163189 | Landkreis Mansfeld-Südharz                 |                            | Position | 38,25            | 11.09.1967           |
| Gipskarstlandschaft Heimkehle                      | weitere Bilder | 160     | 163254 | Landkreis Mansfeld-Südharz                 |                            | Position | 62,88            | 28.08.1995           |
| Gipskarstlandschaft Pölsfeld                       | weitere Bilder | 164     | 163255 | Landkreis Mansfeld-Südharz                 |                            | Position | 854,4            | 12.04.1996           |
| Gipskarstlandschaft Questenberg                    | weitere Bilder | 166     | 14469  | Landkreis Mansfeld-Südharz                 |                            | Position | 3901,46          | 12.04.1996           |
| Großer Ronneberg-Bielstein                         |                | 137     | 163358 | Landkreis Mansfeld-Südharz                 |                            | Position | 222              | 21.04.1993           |
| Hackpfüffler See                                   |                | 271     | 318485 | Landkreis Mansfeld-Südharz                 |                            | Position | 90,44            | 27.12.2001           |
| Hasenwinkel                                        |                | 109     | 163548 | Landkreis Mansfeld-Südharz                 |                            | Position | 22,04            | 30.03.1961           |
| Helme bei Martinsrieth                             |                | 363     | 318527 | Landkreis Mansfeld-Südharz                 |                            | Position | 39,93            | 18.02.2003           |
| Hopptal                                            |                | 179     | 318572 | Landkreis Mansfeld-Südharz                 |                            | Position | 20,87            | 01.07.1998           |
| Kirschberg und Handkante                           |                | 176     | 318658 | Landkreis Mansfeld-Südharz                 |                            | Position | 38,02            | 25.03.1998           |
| Klippmühle                                         |                | 78      | 164145 | Landkreis Mansfeld-Südharz                 |                            | Position | 10,14            | 12.01.1938           |
| Lämmerberg und Vockenwinkel                        |                | 110     | 164331 | Landkreis Mansfeld-Südharz                 |                            | Position | 11,66            | 11.09.1967           |
| Othaler Wald                                       |                | 367     | 329569 | Landkreis Mansfeld-Südharz                 |                            | Position | 173,34           | 15.12.2003           |
| Pferdekopf                                         |                | 103     | 164998 | Landkreis Mansfeld-Südharz                 |                            | Position | 9,65             | 30.03.1961           |
| Saaledurchbruch bei Rothenburg                     | weitere Bilder | 199     | 319029 | Landkreis Mansfeld-Südharz, Saalekreis     |                            | Position | 220,81           | 11.10.2000           |
| Salziger See                                       |                | 147     | 165291 | Landkreis Mansfeld-Südharz                 |                            | Position | 452,66           | 19.12.1994           |
| Salzwiesen bei Aseleben                            |                | 112     | 319038 | Landkreis Mansfeld-Südharz                 |                            | Position | 36,06            | 15.05.1995           |
| Saurasen                                           |                | 77      | 165339 | Landkreis Mansfeld-Südharz                 |                            | Position | 33,32            | 30.03.1961           |
| Schießberg                                         |                | 161     | 165390 | Landkreis Mansfeld-Südharz                 |                            | Position | 9,86             | 02.11.1995           |
| Steinberg                                          |                | 76      | 165677 | Landkreis Mansfeld-Südharz                 |                            | Position | 41,24            | 30.03.1961           |
| Strubenberg                                        |                | 80      | 165770 | Landkreis Mansfeld-Südharz                 |                            | Position | 12,86            | 30.03.1961           |
| Weinfeld                                           |                | 180     | 319305 | Landkreis Mansfeld-Südharz                 |                            | Position | 24,49            | 08.07.1998           |
| Ziegenberg                                         |                | 79      | 82959  | Landkreis Harz, Landkreis Mansfeld-Südharz |                            | Position | 25,16            | 30.03.1961           |

## Quelle
- Landesverwaltungsamt Sachsen-Anhalt
- Common Database on Designated Areas Datenbank, Version 14